# Protipapež Benedikt XIV. (Bernard Garnier)

Benedikt XIV., tudi Benedikt XIV. (Bernard Garnier) rojen kot Bernard Garnier protipapež katoliške Cerkve (avinjonska oziroma aragonska veja);  * okrog 1370 Rodez (?) (Aragonsko kraljestvo, danes: Južna Francija); † okrog 1430 verjetno Rodez (Aragonsko kraljestvo, danes Francija).

## Življenjepis

### Nadaljevanje razkola poBenediktovismrti
V času zahodnega razkola, ko sta v Cerkvi vladala dva in celo trije papeži, je (proti)papež Benedikt XIII. trmasto nasprotoval odstavitvi najprej Pižanskega in nato še Konstanškega koncila. Zabarikadiral se je v trdnjavo Peñíscola blizu Valencije v takratni Aragoniji. Sam kralj Sigismund ga je v Perpignanu zaman skušal pregovoriti k odstopu. On je sebe smatral za edinega zakonitega papeža, ker ga je za kardinala imenoval Gregor XI. še pred začetkom razkola. Vsi drugi kardinali iz tega obdobja so že pomrli; imenovane med razkolom je imel vse skupaj za nezakonite. Odstopil ni niti tedaj, ko ga je 26. julija 1417 odstavil Konstanški koncil. 

Benedikt je razglašal, da je njegova utrdba kot »Noetova barka prave Cerkve«. Tam je tudi umrl pozabljen od sveta. 

Tik pred smrtjo je še imenoval štiri kardinale, ki naj bi volili njegovega naslednika in nadaljevali razkol in sicer so bili naslednji:
1. Jean Carrier, arhidiakon v Rodezu in kaplan grofa Jeana IV. d'Armagnac z naslovom S. Stefano a Monte Celio.
2. Julián Lobera y Valtierra, Aumônier; pisar apostolskih pisem ter apostolski administrator škofije Tarazona, škof škofije Ostia e Velletri.
3. Ximeno Dahe, avditor apostolske kurije z naslovom S. Lorenzo in Lucina.
4. Domingo de Bonnefoi, O.Carth - prior samostana Montealegre v Tiani pri Barceloni z naslovom S. Pietro in Vincoli.

### Protipapežev protipapež
Toda tudi med njimi je prišlo do razkola: trije so se zbrali na konklave 10. junija 1423 ter izvolili Gil Sánchez Muñoz-a, ki si je nadel ime Klemen VIII. (1423–1429). 
Četrti, Jean Carrier – pa je bil ravno tedaj kot Benediktov odposlanec na poti. Ko se je vrnil, je oporekal izvolitvi in sam izvolil na gradu Peñíscola duhovnika Bernarda Garniera – zakristana pri stolnici v Rodezu –, ki si je privzel ime Benedikt XIV. (1424–1430) - in je tako postal protipapežev protipapež. Njegova vloga je bila ljudem tako neznana, da je pravzaprav še naprej opravljal delo zakristana v Rodezu, grofija Rodez, blizu Toulousa.

Drugi pa menijo, da se je skrival in da so mu sledili še protipapeži Benedikt XV., Benedikt XVI. in Benedikt XVII. Glede tega ni zgodovinskih podatkov; zato jih imenujemo kar domišljijski papeži.

Po njegovi smrti pa je postal novi naslednik protipapeža Benedikta XIII. sam Jean Carrier, - ki je volil samega sebe; enako z imenom Benedikt XIV., oziroma Benedikt XIV. (1430–1437). Z njegovo smrtjo pa je bil zahodni razkol dokončno presežen, čeprav mu je sledil še Feliks. 

### Skriti papež
Jean Carrier je torej izvolil samostojno novega papeža, svojega papeža. V 15. stoletju je bil stolni arhidiakon najpomembnejša osebnost takoj za škofom, ki mu je bil prvi svetovalec in vsestranski pomočnik. V tistem času je imel Rodez v posesti armanjaški grof, a 1443 ga je zasedla Francija. 
Bolj izbiro kot imenovanje je bilo treba držati v tajnosti. Edini volivec ni izdal nobenega odloka, ni bilo obračanja ljudstvu – Carrier sam mu je nadel papeško krono tiaro na glavo. Gotovo je le, da je januarja 1427 razkol že natpočil. Ta isti kardinal Carrier poroča armagnaškemu grofu Janezu IV. novico omenjajoč, da je papež skrit, ker bi utegnil Klemen VIII. zapreti. 1427 je ta grof poročal sveti Ivani Orleanski, da je le Carrier vedel za mesto, na katerem se je nahajal ta papež. Zato so ga imenovali tudi skriti papež. Klemen se je pokazal sumničav in maščevalen, kar je do neke mere razumljivo, saj je bival na negotovem ozemlju in je imel vedno manj pristašev.
 
Ni verjetno, da bi Garnier odklonil papeško imenovanje. Možno pa je, da je ohranjal imenovanje skrivaj od javnosti, kar bi se lahko spremenilo glede na spremenjene politične razmere. Carrier je upal, da bo po stoletni vojni Francija zopet postala narod, ki bo podpiral avinjonske, ne pa zoprne aragonske papeže. 

Zanesljivo pa je, da je Garnier imenoval enega kardinala, in sicer je to bil Jean Farald, ki je bil prisiljen zapustiti Benedikta in voliti samega Carriera. Zdi se pa, da se Garnier - v nasprotju s svojim naslednikom - sploh ni skrival, ampak je še naprej mirno opravljal svojo običajno službo – skrito je ostajalo le njegovo imenovanje. Ko je Rodez prišel pod francosko kraljestvo, je Garnier zanikal, da bi se bil sploh kdaj upiral rimskim papežem ali da bi imel kaj s papeškim imenovanjem. Carrier je tedaj menil, da se je zmotil v imenovanju Garniera za protipapeža – zato je imenoval samega sebe. Ker je imenovanje njegovega predhodnika bilo skrivno, je vzel zase isto ime: tudi on se je imenoval Benedikt XIV., vendar je tokratno (samo)imenovanje prodrlo v javnost. 

## Smrt in spomin
Večina zgodovinarjev meni, da je Bernard umrl – morda v Rodezu - 1430. Drugi omenjajo letnico 1433, nekateri celo 1437. 
Po njegovi smrti je ostalo nekaj protipapeževih privržencev, ki so se umaknili v skoraj nedostopno divjino na nekem polotoku v votlini med rekama Viauri in Jaouli.  Vodil jih je kovač Jean Tanier s svojo družino in on je zagovarjal protipapeža do svoje smrti. Njegova otroka Petra (Pierre) in Ivanko (Jeanne) so obsodili zaradi herezije. Ivanka je pripadnost ločini zanikala, in so ji kazen spremenili v dosmrtno ječo; Petra pa so zaradi vztrajanja obsodili na smrt in zažgali v mestu Rodezu 27. maja 1467. 

### Ocena
Bernarda Garniera je skrivaj izvolil za papeža Jean Carrier, ki je bil zvest Benediktu XIII., v oporekanje proti povišanju Klemena VIII. na papeški sedež. Njegova izvolitev je bila očitno nezakonita; je pa zadnji izraz odpora zoper dokončno poravnavo zahodnega razkola.